# 庫臺國家公園
0°22′N 117°16′E / 0.367°N 117.267°E

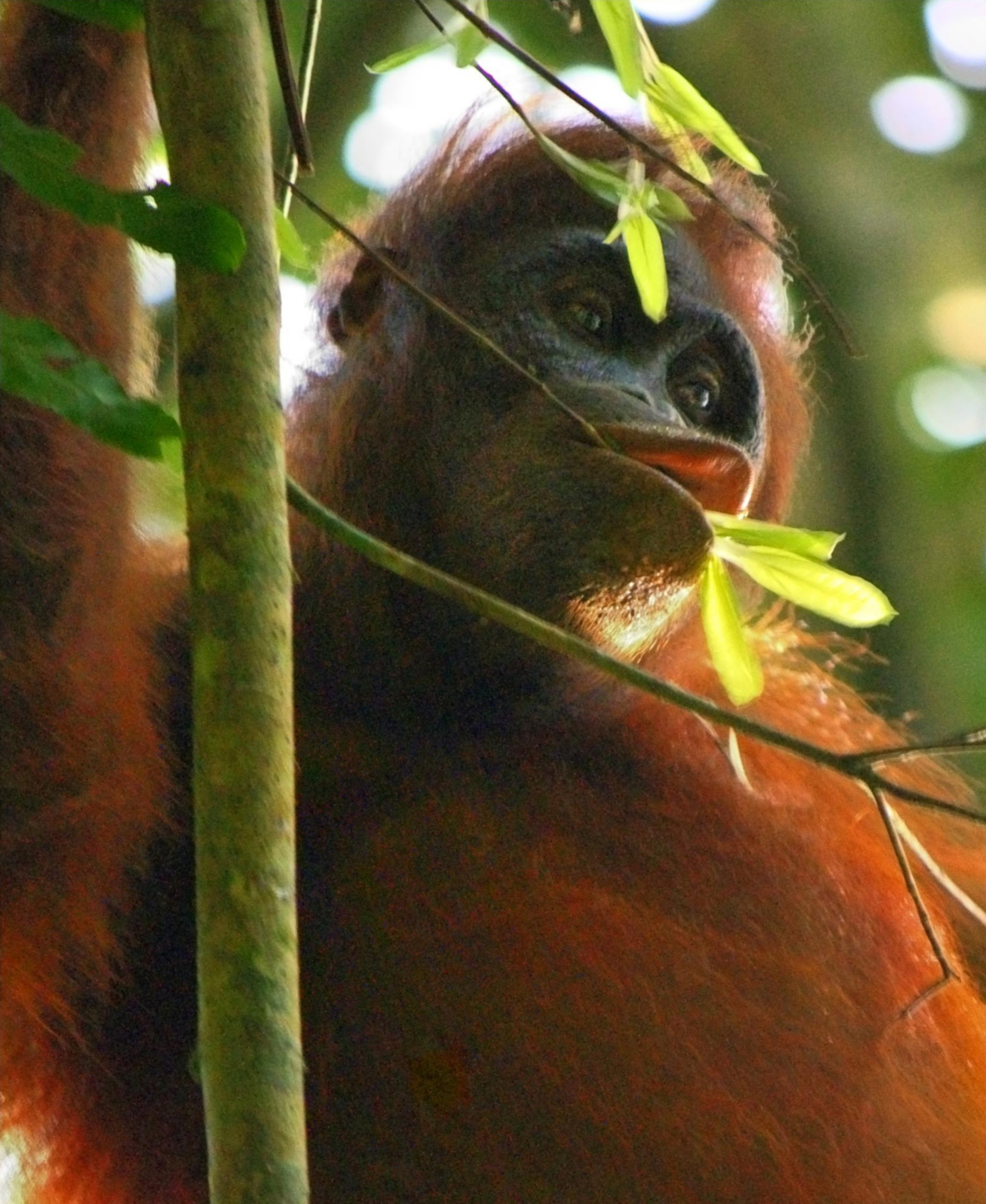

庫臺國家公園是印尼的國家公園，位於婆羅洲，處於東加里曼丹省，成立於1982年，面積1,986平方公里，有300種鳥類和90種哺乳類動物棲息。